# Старонадирово
Старонади́рово (рос. Старонадырово, башк. Иҫке Нәдир) — присілок у складі Ілішевського району Башкортостану, Росія. Входить до складу Базітамацької сільської ради.
Населення — 89 осіб (2010; 94 у 2002).
Національний склад:
- татари — 55 %
- башкири — 43 %